# Pandhurna
Pandhurna é uma cidade e um município no distrito de Chhindwara, no estado indiano de Madhya Pradesh.

## Geografia
Pandhurna está localizada a 21° 36′ N, 78° 31′ L. Tem uma altitude média de 474 metros (1 555 pés).

## Demografia
Segundo o censo de 2001, Pandhurna tinha uma população de 40 906 habitantes. Os indivíduos do sexo masculino constituem 52% da população e os do sexo feminino 48%. Pandhurna tem uma taxa de literacia de 72%, superior à média nacional de 59,5%: a literacia no sexo masculino é de 78% e no sexo feminino é de 66%. Em Pandhurna, 12% da população está abaixo dos 6 anos de idade.